# Pipili
Pipili é uma cidade no distrito de Puri, no estado indiano de Orissa.

## Geografia
Pipili está localizada a 20° 07′ N, 85° 50′ L. Tem uma altitude média de 25 metros (82 pés).

## Demografia
Segundo o censo de 2001, Pipili tinha uma população de 14,263 habitantes. Os indivíduos do sexo masculino constituem 51% da população e os do sexo feminino 49%. Pipili tem uma taxa de literacia de 70%, superior à média nacional de 59.5%: a literacia no sexo masculino é de 77% e no sexo feminino é de 63%. Em Pipili, 12% da população está abaixo dos 6 anos de idade.

## Era portuguesa
Os portugueses chegaram pela primeira vez em 1514 fixando-se em Pipli. As relações com os governantes do Reino de Orissa eram amistosas. Os colonos vieram e criaram uma fábrica, e os portugueses entregaram a principal empresa comercial, exportando produtos de Orissa como arroz, algodão e manteiga da Malásia para Bornéu, e trazendo produtos chineses e especiarias da Indonésia. Colonos e população local se misturaram pelos séculos seguintes criando um crioulo português que foi falado até o início do século XX (Crioulo indo-português de Bengala). 